# FC Rustavi
El FC Rustavi (en georgià : საფეხბურთო კლუბი რუსთავი) és un club de futbol georgià amb seu a la ciutat de Rustavi . Competeixen a l'Erovnuli Liga 2, la segona categoria del futbol georgià.

## Història
El FC Rustavi no té cap connexió legal amb cap dels clubs de futbol que van existir anteriorment a la ciutat de Rustavi (Gorda, Metalurgi, Olimpi). Va ser fundat com un nou equip el 3 de juliol de 2015, el mateix any que va desaparèixer definitivament el Metalurgi Rustavi. El seu camp és l'estadi Poladi, el més gran de la ciutat de Rustavi.

### Evolució a la lliga
Rustavi va debutar a la segona divisió el mateix any de la seva fundació, agafant la plaça que havia d'haver ocupat el desaparegut Metalurgi i va aconseguir el seu primer objectiu, la permanència, acabant a la meitat de la taula.
Contràriament a les expectatives, el 2016 van guanyar la lliga però en ser una temporada de transició al nou sistema de lligues georgianes, cap equip va ascendir.
Malgrat un mal començament el 2017, el Rustavi va millorar dràsticament i, després d'una ratxa de deu victòries consecutives, va aconseguir la primera posició a la lliga, aconseguint automàticament l'ascens a la primera divisió.
Rustavi va fitxar alguns jugadors experimentats de cara a la nva categoria com ara Nukri Revishvili, Mamuka Kobakhidze i Otar Martsvaladze, i van començar la lliga guanyant el primer partit contra el Dinamo Tbilisi. Però els canvis freqüents a la plantilla al llarg de la temporada no van donar l'estabilitat que l'equip necessitava i van acabar en la 7a posició. No va ser millor la temporada 2019, on van jugar la promoció de permanència perdent els dos partits contra el Telavi i baixant a l'Erovnuli Liga 2.
Un altre cop a segona divisió, el Rustavi va passar-se tota la temporada lluitant per l'ascens fins l'últim partit, on es van quedar fora del play-off. Tot i això, aquesta temporada el Rustavi va aconseguir la golejada de la lliga per 10-0.
A partir del 2021, els resultats van empitjorar i van jugar el play-off de descens. El primer any, el Rustavi es va imposar al Kolkheti 1913 gràcies als gols fora de casa, però la temporada següent va perdre els dos partits contra el Kolkheti Khobi i va baixar a la Liga 3.
Durant la temporada 2023, el Rustavi va estar lluitant per una plaça d'scens directa però no ho va aconseguir. Van jugar el play-off d'ascens contra el Locomotive però van perdre en global per 7 a 4. De tota manera, van ser admesos de nou a la segona divisió després de la desqualificació de Shukura per la Federació.

### Copa David Kipiani
El Rustavi ha arribat dues vegades als quarts de final d'aquesta competició i en ambdós anys ha estat ben a prop d'arribar a semifinals, ja que va perdre als penals primer contra el Dinamo de Tbilisi el 2017 i contra el Torpedo Kutaisi el 2019.

## Classificacions a la lliga
| Temporada | Divisió | Posició | PJ | PG | PE | PP | GF | GC | Pts |
| --------- | ------- | ------- | -- | -- | -- | -- | -- | -- | --- |
| 2015/16   | 2a      | 9/18    | 34 | 10 | 13 | 11 | 33 | 33 | 43  |
| 2016      | 2a      | 1/9     | 16 | 12 | 2  | 2  | 40 | 15 | 32* |
| 2017      | 2a      | 1/10↑   | 36 | 26 | 5  | 5  | 72 | 25 | 83  |
| 2018      | 1a      | 7/10    | 36 | 8  | 13 | 15 | 33 | 44 | 37  |
| 2019      | 1a      | 8/10↓   | 36 | 9  | 11 | 16 | 40 | 56 | 38  |
| 2020      | 2a      | 4/10    | 18 | 7  | 5  | 6  | 35 | 27 | 26  |
| 2021      | 2a      | 9/10    | 36 | 11 | 6  | 19 | 46 | 58 | 39  |
| 2022      | 2a      | 7/10↓   | 28 | 6  | 5  | 17 | 34 | 54 | 23  |
| 2023      | 3a      | 3/16↑   | 30 | 19 | 4  | 7  | 63 | 31 | 61  |
| 2024      | 2a      | 2/10    | 36 | 20 | 5  | 11 | 62 | 41 | 65  |

*Sancionats amb la pèrdua de 6 punts
1. ↑  Lost 3–1 on aggregate to Telavi in  Liga 1/2 play-offs
2. ↑  Beat Kolkheti 1913 on away goles in Liga 2/3 play-offs
3. ↑  Lost 2–0 on aggregate to Kolkheti Khobi in Liga 2/3 play-offs
4. ↑  Promoted despite losing 7–4 on aggregate to Locomotive in Liga 2/3 play-offs
5. ↑  Lost 3–2 on aggregate to Telavi in Liga 1/2 play-offs

## Palmarès
- Lliga Pirveli/Lliga Erovnuli 2
  - Campions (1): 2016 (Grup Blanc), 2017
  - Subcampions (1): 2024

## Jugadors destacats
- Giorgi Mamardashvili
- Khvicha Kvaratskhelia

## Altres equips
El Rustavi també té un equip filial que participa al Grup A de la Regionuli Liga.